# Bahnhof Issum
Der Bahnhof Issum war der Bahnhof in der niederrheinischen Gemeinde Issum in Nordrhein-Westfalen. Die Betriebsstelle lag an der Strecke Haltern – Wesel – Venlo, die als Teil der Hamburg-Venloer Bahn 1874 eröffnet wurde. Die Deutsche Bundesbahn stellte den Personenverkehr 1960 ein. Bis 1967 fand noch Güterverkehr statt. Das Empfangsgebäude ist erhalten geblieben und wird heute privat genutzt.

## Lage und Aufbau

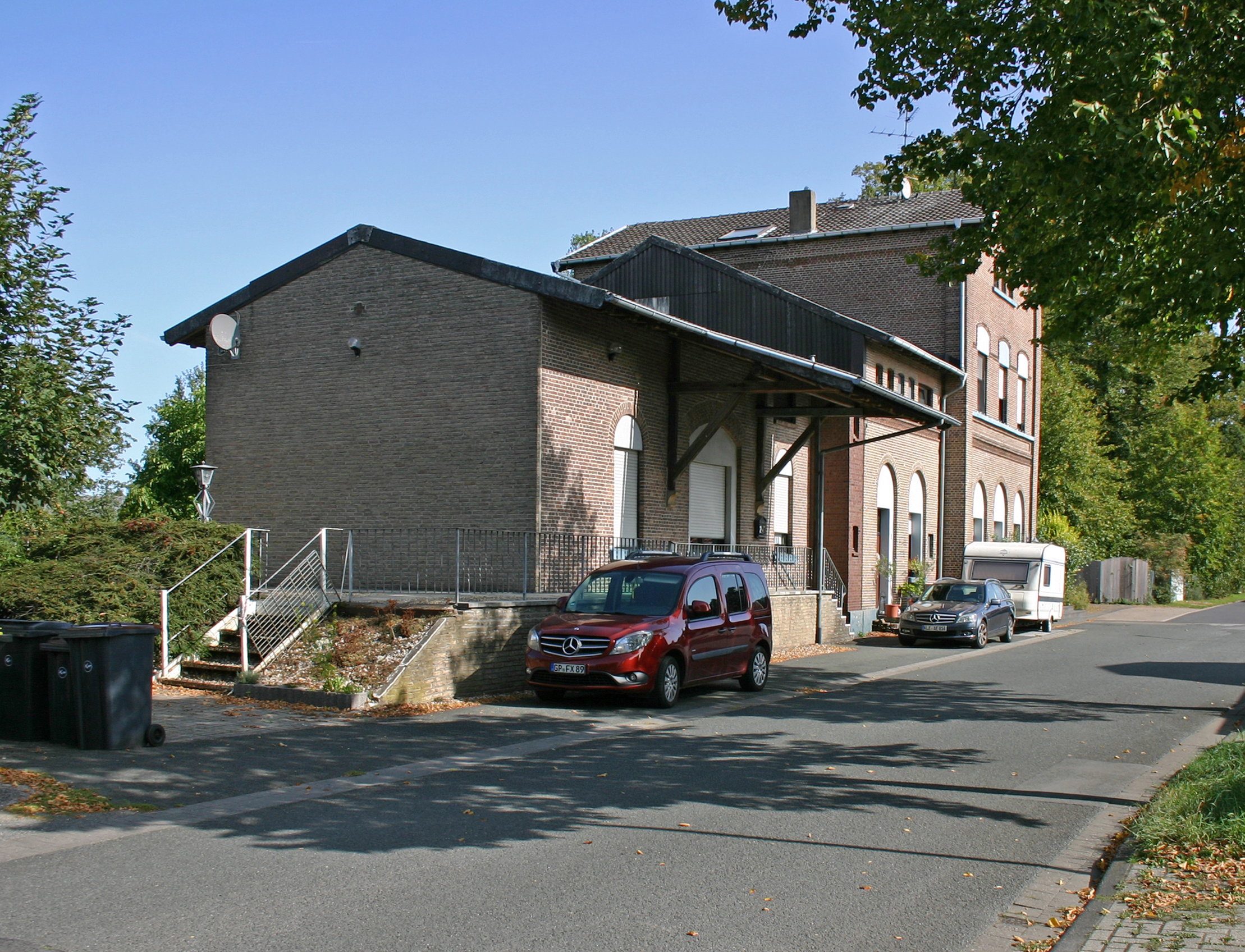
Südansicht auf die ehemalige Güterabfertigung (2020).

Der Bahnhof befand sich nördlich des Issumer Dorfkerns an der von Nordost nach Südwest verlaufenden Venloer Bahn (VzG-Strecke 2003; [Haltern am See – Wesel –] Büderich – Venlo). Die Anlage umfasste anfänglich neben dem durchgehenden Hauptgleis ein Kreuzungs- und zwei Ortsgütergleise. 1940 verfügte der Bahnhof über drei Bahnsteiggleise (Haus- und Mittelbahnsteig). In der ersten Hälfte des 20. Jahrhunderts hatte die nahegelegene Betonfabrik Kolck & Co. eine Anschlussbahn zum Bahnhof. Die schmalspurige Strecke (600 mm Spurweite) hatte eine Länge von 2,5 km und verfügte über eine Benzollokomotive mit 25 PS Leistung und zwölf Loren. Das ehemalige Empfangsgebäude befindet sich an der Kreuzung Bahnstraße Ecke Am Bahnhof. 

## Geschichte
Beim Bau der Haltern-Venloer Bahn hatte die ausführende Köln-Mindener Eisenbahn-Gesellschaft (KME) anfänglich wohl noch keinen Halt in Issum vorgesehen. Ende 1866, als die Vermessungsarbeiten an der Strecke begannen, schickte der Issumer Bürgermeister eine von 132 Einwohnern unterzeichnete Petition an die Bezirksregierung, in der „die Anlage eines Bahnhofs in Issum für den Ort als Lebensfrage“ beschrieben wurde. Zwei Monate später bat die Bahngesellschaft um Auskunft über die zu transportierenden Massen, um die Einrichtung einer Ladestelle zu prüfen. Der Bürgermeister verwies auf eine hohe Anzahl an Fernarbeiter, die unter der Woche in Krefeld, Viersen, Kempen und Geldern arbeiteten und prognostizierte ein Jahresgüteraufkommen von 5000 Tonnen. Bei der Standortfrage bevorzugte die Gemeinde eine ortsnahe Variante auf dem Mühlenfelde. Der Bahnhof wäre in diesem Falle in der sumpfigen Niederung der Issumer Fleuth errichtet worden, die Strecke hätte den Fluss mit zwei zusätzlichen Brücken queren müssen. Mit Verweis auf die höheren Kosten für Anlage und Unterhalt lehnte die KME den Vorschlag der Gemeinde ab und errichtete den Bahnhof an der genehmigten Linie und damit etwa 1,2 Kilometer nördlich des Ortskerns. Baulich war die Anlage mit dem benachbarten Bahnhof Menzelen weitgehend identisch. Der Bahnhof erfuhr während seines Bestehens nur wenige Umbauten. Um die Jahrhundertwende wurde an der Ostseite ein Gleisanschluss mit einer kleinen Drehscheibe für Wagen gebaut. Um 1902 gingen die beiden Stellwerke in Betrieb.
Da die Strecke nach der Zerstörung der Weseler Rheinbrücke unterbrochen war und der linksrheinische Ast nur mit Kopfmachen in Geldern oder Menzelen West erreicht werden konnte, ging das Verkehrsaufkommen spürbar zurück. Nach der Einstellung des Personenverkehrs zwischen Büderich Ost und Geldern am 29. Mai 1960 wurden die Stellwerke in Issum geschlossen und die Weichen auf Ortsbetrieb umgestellt. 1963 wurde der Bahnhof in eine Agentur umgewandelt. Zum 1. März 1967 stellte die Bahn auch den verbliebenen Güterverkehr ein, nachdem die meisten Kunden, darunter die ortsansässige Brauerei Diebels, auf die Straße abgewandert waren. 1975 folgte der Rückbau der Strecke. Das Empfangsgebäude blieb weitestgehend erhalten und wird heute privat genutzt.

## Verkehr

### Personenverkehr
Mit der Eröffnung des Westabschnitts der Venloer Bahn wurde Issum zunächst von täglich drei Personenzugpaaren zwischen Haltern und Venlo. Zum Sommerfahrplan 1879 wandelte die KME zwei Güterzüge in gemischte Züge um. Der Fahrplan vom 1. Oktober 1886 weist vier Zugpaare zwischen Haltern und Venlo aus. Ab 1904 setzte die Königliche Eisenbahndirektion Köln ein fünftes und ab 1906 ein sechstes Zugpaar zwischen Wesel und Venlo ein. Ab dem Winterfahrplan 1906/07 kam ein bis dahin als Leerzug verkehrender Zug von Straelen nach Wesel hinzu.
Nach Beginn des Ersten Weltkriegs galt zunächst bis zum 2. November 1914 der Militärfahrplan. Da die neutralen Niederlande ihre Grenzen zum Deutschen Reich schlossen, endeten die Züge in Straelen. Ihre Anzahl wurde auf fünf Zugpaare reduziert. Mit dem Sommerfahrplan 1916 entfiel ein weiteres Zugpaar zwischen Wesel und Straelen, im November 1916 weitere Züge zwischen Haltern und Straelen. Im Herbst 1917 waren nunmehr drei Zugpaare eingesetzt.
Infolge der Besetzung der linken Rheinseite durch belgische und französische Truppen nach Kriegsende wurde der durchgehende Verkehr nach Wesel und Venlo unterbrochen. Die Züge fuhren zwischen Büderich und Straelen. Ab Mai 1920 waren Fahrten von Büderich nach Wesel und ab dem 1. Juni 1920 von Straelen nach Venlo wieder möglich. Nach der Ruhrbesetzung und dem Aufruf von Reichskanzler Wilhelm Cuno zum passiven Widerstand ruhte der Verkehr auf dem linksrheinischen Abschnitt der Venloer Bahn von Juni 1923 bis November 1924. Da der Verkehr nach den Niederlanden auch in der Zeit danach nicht wieder erstarkte, waren sowohl die Reichsbahn als auch die Nederlandse Spoorwegen bestrebt, die Venloer Bahn stillzulegen. Die Weseler Züge fuhren daher nun meist direkt nach Geldern Rh. Der Sommerfahrplan vom 5. Juni 1925 zeigt für Issum sechs Zugpaare Wesel – Geldern Rh (davon eines nur werktags), ein Zugpaar Wesel – Venlo und ein Zugpaar Menzelen Ost – Geldern KM (werktags). Später gab die Reichsbahn noch einen morgendlichen Güterzug von Issum nach Geldern KM für den Schülerverkehr frei. Während des Zweiten Weltkrieges sah der Fahrplan zunächst täglich sechs Zugpaare zwischen Wesel und Geldern vor. Vermutlich im März 1945 kam der Personenverkehr gänzlich zum Erliegen.
Aufgrund der zahlreichen Zerstörungen, die die Wehrmacht beim Rückzug von der linken Rheinseite hinterlassen hatte, fuhren die ersten Züge Issum erst 1946 wieder an. Es fuhren zunächst fünf Zugpaare zwischen Geldern und Menzelen West, zwei Zugpaare fuhren mit Fahrtrichtungswechsel weiter bis Moers. Bis Sommer 1950 weitete die Deutsche Bundesbahn das Angebot auf zehn werktägliche Zugpaare (sonntags sechs) zwischen Büderich und Geldern aus. Bereits zum Sommer 1953 wurde das Angebot wieder reduziert, es verkehrten täglich sieben Zugpaare ab Büderich, von denen fünf im kurz zuvor eröffneten Haltepunkt Büderich Ost endeten. Nach der Antragstellung auf Stilllegung beim Landesverkehrsministerium im Jahr 1958 reduzierte die Bundesbahn das Angebot weiter bis auf ein einziges Alibizugpaar in den Abendstunden und setzte ansonsten auf Bahnbusse. Zugleich verwies sie lokale Busunternehmen auf ihre Linienkonzessionen und untersagte ihnen die Einrichtung parallel verlaufender Linien. Am 29. Mai 1960 wurde das verbliebene Zugpaar ebenfalls eingestellt.

### Güterverkehr
Der Umschlag konzentrierte sich auf die Abfuhr von Bau- und Grubenholz und landwirtschaftlichen Erzeugnissen, im Eingang waren vor allem Kohlen und Düngemittel zu verzeichnen. In der Anfangszeit lag das tägliche Güteraufkommen bei rund 30 Tonnen. Zu den größeren Kunden zählte die in Issum ansässige Brauerei Diebels. Das Angebot blieb über lange Zeit weitgehend gleich. Mitte der 1950er Jahre brach die Bundesbahndirektion Köln den durchgehenden Güterverkehr auf der Strecke, sodass Issum nunmehr per Übergabezug von Geldern Ost aus bedient wurde. Nach der Verlagerung der Diebels-Transporte auf die Straße wurde der Bahnhof ab 1965 nur noch bei Bedarf angefahren, in der Regel im Frühjahr und im Herbst. Die Bundesbahn stellte den Güterverkehr auf diesem Abschnitt zum 1. März 1967 ein.